# HMS Viscount (D92)
«Віконт» (англ. HMS Viscount (D92) — військовий корабель, ескадрений міноносець «Торнікрофт» типу «V» Королівського військово-морського флоту Великої Британії за часів Першої та Другої світових війн.
«Віконт» був закладений 20 грудня 1916 року на верфі компанії John I. Thornycroft & Company Limited у Вулстоні. 29 грудня 1917 року він був спущений на воду, а 25 березня 1918 року увійшов до складу Королівських ВМС Великої Британії.
Корабель брав участь у бойових діях на морі в Першій та Другій світових війнах. У роки Другої світової переважно бився в Атлантиці, біля берегів Франції, Англії та Норвегії. За проявлену мужність та стійкість у боях удостоєний двох бойових відзнак.

## Історія служби

### Перша світова війна
Після введення до строю «Віконт» призначений до Великого Флоту, що базувався на Скапа-Флоу на Оркнейських островах, де есмінець служив до кінця Першої світової війни. За нетривалий час швидко здобув репутацію надзвичайно швидкого корабля, успішно атакував і потопив принаймні один німецький підводний човен, який сплив на поверхню і був помічений екіпажем британського есмінця. «Віконт» знищив його глибинними зарядами. Також корабель брав участь у кількох бойових походах / супроводах вантажів та військ до Мурманська та Архангельська. Інші дії включали підтримку білогвардійських військ, що билися на Півночі Росії, метою яких було перехоплення та захоплення підконтрольних більшовикам військових кораблів.

### Міжвоєнний час
31 серпня 1921 року «Віконт» приєднався до легких крейсерів «Каледон», «Кастор», «Корделіа» та «Кюрасоа» й есмінців «Вектіс», «Віцерой», «Ванквішер», «Вайолент», «Венеціа», «Вінчелсі» та «Волфхаунд» у морському поході по Балтійському морю. Британські кораблі пройшли Північне море, канал Кайзера Вільгельма, й увійшли до Балтики, потім відвідали Данциг у Вільному місті Данциг; Мемель у Клайпедському краї; Лієпаю та Ригу в Латвії, столицю Естонії Таллінн, Гельсінкі, Фінляндія; Стокгольм, Швеція; Копенгаген, Данія; Гетеборг, Швеція; і Крістіанія, Норвегія, перед тим, як 15 жовтня 1921 року повернутися через Північне море і закінчити похід у порту Едгар, Шотландія.

### Друга світова війна
3 вересня 1939 року, коли Велика Британія вступила у Другу світову війну, «Віконт» входив у 19-ту флотилією есмінців, що базувалася в Плімуті. Основною функцією флотилії було супроводження конвоїв та патрулювання в акваторії Ла-Маншу та у Південно-Західних підходах. У січні 1940 року корабель перевели до Командування Західних підходів, але завдання щодо супроводу та патрулювання «Віконт» виконував з бази в Плімуті.
7 січня 1940 року «Віконт» та есмінець «Ванок» змінили два французькі військові кораблі в ролі ескорту конвою HG 13 на останній стадії переходу з Гібралтару до Сполученого Королівства. 8 січня есмінці «Венеціа» та «Волонтер» і траулер «Арктика Рейнджер» приєдналися до ескорту, а 10 січня «Віконт» вийшов зі складу конвою.
18 лютого «Віконт» і «Ванквішер» змінили на останньому етапі ескорту французький військовий корабель у конвої HG 18, який йшов з Гібралтару до Ліверпуля.
8 квітня 1940 року есмінці «Віконт», «Вімі», «Вітч», шлюп «Рочестер» типу «Шоргам» прийшли на заміну французькому кораблю у супроводі конвою HG 25F. «Вімі», «Вітч» наступного дня відокремилися, «Віконт» та «Рочестер» залишалися з конвоєм до прибуття до Ліверпуля 11 квітня 1940 року. У квітні командування Західних підходів перенесло свою штаб-квартиру до Ліверпуля, і «Віконт» перейшов з Плімута до Ліверпуля.
У травні 1940 року «Віконт» взяв участь в операції Королівського флоту, пов'язаної з Норвезькою кампанією після вторгнення Німеччини в Норвегію та Данію у квітні 1940 року. 17 травня корабель разом з есмінцями «Дайена» та «Ветеран» супроводжував авіаносець «Глорієс» з річки Клайд у Шотландії до норвезького узбережжя. 7 червня «Віконт», «Антилоуп», «Візерінгтон», «Волверін» та «Етерстоун» вирушили до Сполученого Королівства для зустрічі конвою транспортних суден з військами союзників, який евакуювався з Норвегії. Кораблі ескорту супроводжували їх під конвоєм до Клайда.
У липні 1940 року «Віконт» повернувся до виконання обов'язків з ескорту конвоїв транспортних суден у Північній Атлантиці. У вересні 1940 року він з есмінцями «Візерінгтон», «Вансіттарт» та «Вайтхолл» супроводжували допоміжні мінні загороджувачі «Менесфей», «Порт-Нейпір», «Порт-Квебек» та «Саутерн Принс», які в ході операції SN42 встановлювали міни у Північному бар'єрі.
У листопаді «Віконт» разом із шлюпом типу «Гастінгс» «Фолкстоун», корветом «Дженшен» типу «Флавер» був частиною сил ескорту конвою HG 47 — з Гібралтару до Сполученого Королівства. 1 грудня корабель вийшов зі складу сил ескорту HG 47 та перейшов у супроводження конвою HX 90, що складався з 41 судна, які прямували з канадського Галіфакса у Новій Шотландії до англійського Ліверпуля. Пізніше того ж дня HX 90 піддався атаці «вовчої зграї» з шести німецьких підводних човнів, які затопили 10 союзних суден за 1 і 2 грудня. Атаки ворожих субмарин припинилися лише після того, як 2 грудня «Віконт» і есмінець Королівського канадського флоту «Сен-Лорен» за допомогою апаратури ASDIC протягом чотирьох годин виявили численні контакти й провели тринадцять атак глибинними бомбами. Жоден німецький човен не постраждав, але всі залишались у підводному положенні та не реагували, дозволивши HX 90 вирватися з-під атаки.
2 грудня «Віконт» врятував вцілілих з деяких знищених суден конвою HX 90, забравши частину з 21 чоловіка з озброєного допоміжного крейсера «Форфар», який німецький підводний човен U-99 торпедував і затопив у 500 морських милях (930 км) на захід від Ірландії; 16 вцілілих з британського торгового судна «Кавак», яке U-100 торпедував і потопив вночі з 1 на 2 грудня приблизно в 340 морських милях (630 км) на захід від Бладі Фореленд; 36 вцілілих з «Гудлі» та 27 тих, що вижили на вантажному судні «Тассо», потоплених U-52. Потім «Віконт» супроводжував решту суден HX 90 до Ліверпуля, куди він прибув 5 грудня 1940 року.
До червня 1941 року «Віконт» продовжував виконувати обов'язки з конвоювання транспортів у Північній Атлантиці, після чого був відправлений до Ліверпуля, де пройшов тривалий цикл модернізації та ремонту. У грудні 1941 року корабель, завершивши усі роботи, повернувся до виконання завдань зі супроводу конвоїв.
У квітні 1942 року корабель перевели до 6-ї ескортної групи, в яку входили британські корвети «Роуз» та «Потентілла» і корвети Королівського флоту Норвегії «Енденес» та «Еглантін». У травні 1942 року «Віконт» разом з кораблями групи супроводжував конвой SC 83. У червні-липні 1942 року на ескадрений міноносець було встановлено радіолокаційний попереджувальний радар типу 271 та протичовновий бомбомет «Хеджхог».
13 серпня 1942 року «Віконт» входив до сил ескорту конвою ONS 122, який став об'єктом постійних нападів німецьких підводних човнів вовчої зграї «Лох». 23 серпня британський корабель перехопила радіозв'язок одного з підводних човнів, визначив місця його розташування, за допомогою ASDIC виявив місцезнаходження ворожого човна та атакував його глибинними бомбами. Коли атаки німців на конвої ONS 122 завершилися, чотири судна з конвою були втрачені, а ескорт потопив дві німецькі підводні човни.
У жовтні 1942 року «Віконт» супроводжував конвой був частиною ескорту Convoy SC 1 CW, який потрапив під атаку 10 німецьких підводних човнів групи «Вотан». 15 жовтня, захищаючи конвой, британський корабель виявив на радарі підводний човен U-607 й атакував його, але безуспішно. Потім «Віконт» протаранив і вогнем з палубних гармат та глибинними бомбами затопив підводний човен U-661 з усім екіпажем. «Віконт» зазнав значних збитків під час тарану, тому йому довелося полишити конвой та самостійно вирушити до берегів Британії, де він встав на ремонт.
У лютому 1943 року ремонт «Віконта» був завершений, і він знову увійшов до 6-ї ескортної групи. Того ж місяця корабель супроводжував конвой ONS 165, який зазнав нападу німецької «вовчої зграї» «Тайфун». Захищаючи судна, британський есмінець протаранив та обстріляв глибинними бомбами у Північній Атлантиці німецький підводний човен U-201, який затонув з усім екіпажем. «Віконт», у свою чергу, знову зазнав значних збитків, що вимагало ремонту, який тривав до квітня 1943 року.
У травні 1943 року «Віконт» повернувся до строю. 8 травня 1943 року під час супроводу конвою ONS 6 з 6-ю ескортною групою він перехопив радіообмін німецьких субмарин. Виявивши один із човнів, корабель спробував атакувати його глибинними бомбами, проте безрезультатно.
Протягом літа 1943 року корабель залучався до операції «Дірендж», що полягала в наступальних протичовнових операціях у Біскайській затоці, в яких літаки та кораблі союзників взаємодіяли при проведенні атак на підводні човни країн Осі, що курсували між їхніми базами в окупованій Німеччиною Франції та атлантичними судноплавними маршрутами.
У вересні 1943 року есмінець взяв участь в операції «Алакріті»; з ескортним авіаносцем «Фенсер», есмінцями «Інконстант», «Вайтхол» та «Реслер» і польськими «Гарланд» та «Бурза» вони утворили 8-му групи підтримки для супроводу військових конвоїв на Азорські острови, коли союзники створювали там авіаційні бази.
В жовтні 1943 року «Віконт» повернувся до конвойних завдань в Атлантиці, продовжуючи його без подальших серйозних інцидентів до початку 1945 року. У березні 1945 року есмінець був виведений з експлуатації.